# Полещук, Сергей Семёнович
Сергей Семёнович Полещук (бел. Сяргей Сямёнавіч Паляшчук; 14 сентября 1918 год, деревня Поповцы — 12 мая 1996 год) — председатель колхоза имени Калинина Слуцкого района Минской области, Белорусская ССР. Герой Социалистического Труда (1971).

## Биография
Родился в 1918 году в крестьянской семье в деревне Поповцы. В 30-е годы XX столетия возглавлял полеводческое звено в местном колхозе, работал трактористом в Кучинской МТС. В 1939 году поступил в военное училище, которое окончил в 1941 году. Участвовал в Великой Отечественной войне в составе танковых войск. Защищал Москву, получил тяжёлое ранение. После демобилизации в 1947 году возвратился в Слуцкий район. В 1950 году избран председателем объединённого колхоза имени Калинина Слуцкого района.
Вывел колхоз в число передовых сельскохозяйственных предприятий Слуцкого района. Впервые в Слуцком районе произвёл мелиоративные работы, в результате чего значительно возросли трудовые показатели. По итогам Восьмой пятилетки производительность молока, урожайность зерновых возросли по сравнению с 1950 годом в двенадцать раз. Указом Президиума Верховного Совета СССР от 8 апреля 1971 года за выдающиеся успехи, достигнутые в развитии сельскохозяйственного производства удостоен звания Героя Социалистического Труда с вручением ордена Ленина и золотой медали «Серп и Молот».
Руководил колхозом до выхода на пенсию в 1987 году.
Скончался в 1996 году.

## Награды
- Орден Ленина — трижды
- Орден Трудового Красного Знамени
- Орден Отечественной войны 2 степени